# کوت متهن
کوت متهن (به انگلیسی: Mithankot) یک منطقهٔ مسکونی در پاکستان است که در تحصیل راجن‌پور واقع شده‌است. کوت متهن ۱۲۰٬۵۰۴ نفر جمعیت دارد.